# Fijación Oral, Vol. 1
Fijación Oral 1 is het vijfde Spaanstalige album van Colombiaanse popster Shakira. Het werd in Ierland al op 3 juni 2005 uitgebracht, de Europese Unie was aan de beurt op 6 juni en Noord-Amerika nog een dag later.
Dit is het eerste studioalbum van Shakira na Laundry Service, dat werd uitgebracht in 2001. Het is haar eerste Spaanstalige album van de 21e eeuw, haar laatste dateert namelijk uit 1998: ¿Dónde Están los Ladrones? (lett. 'Waar zijn de dieven?'). Het album bezorgde Shakira een Latin Grammy voor Beste Rock Album. Het album is wereldwijd ongeveer vier miljoen keer over de toonbank gegaan.

## Lijst van nummers
1. "En Tus Pupilas" (Shakira, L. F. Ochoa) - 4:21
2. "La Pared" (Shakira, L. Mendez) - 3:19
3. "La Tortura" (Featuring Alejandro Sanz) (Shakira, L. F. Ochoa, A. Sanz) - 3:32
4. "Obtener Un Sí" (Shakira, L. Mendez) - 3:19
5. "Día Especial" (Featuring Gustavo Cerati) (Cerati, Shakira, L. F. Ochoa) - 4:22
6. "Escondite Inglés" (Shakira)- 3:06
7. "No" (feat. Gustavo Cerati) (Shakira, L. Mendez) - 4:45
8. "Las de La Intuición" (Shakira, L. F. Ochoa) 3:40
9. "Día de Enero" (Shakira) - 2:53
10. "Lo Imprescindible" (Shakira, L. Mendez) - 3:54
11. "La Pared [Versión Acústica]" - 2:39
12. "La Tortura [Shaketon Remix]" (Featuring Alejandro Sanz) - 3:12

## Singles
- April 2005: "La Tortura"
- Juli 2005: "No"
- Januari 2006: "Día de Enero"